# Menippus
Menippus is een geslacht van kevers uit de familie bladkevers (Chrysomelidae).
De wetenschappelijke naam ervan werd in 1864 voorgesteld door Hamlet Clark.

## Soorten
Het geslacht Menippus omvat de volgende soorten:
- Menippus aeneipennis (Weise, 1892)
- Menippus canellinus (Fairmaire, 1888)
- Menippus cervinus (Hope, 1831)
- Menippus clarki (Jacoby, 1884)
- Menippus cynicus Clark, 1864
- Menippus dimidiaticornis Jacoby, 1889
- Menippus fugitiva (Lea, 1926)
- Menippus metallicus (Baly, 1886)
- Menippus nigrocoeruleus Jacoby, 1886
- Menippus philippinensis Jacoby, 1894
- Menippus viridis (Duvivier, 1884)